# Gravitatiewet van Newton

De gravitatiewet van Newton

De gravitatiewet van Isaac Newton is een natuurwet, die de aantrekking door de zwaartekracht tussen voorwerpen beschrijft. Deze wet staat in Newtons werk Philosophiae Naturalis Principia Mathematica dat hij publiceerde op 5 juli 1687:
Elke puntmassa oefent een kracht uit op elke andere puntmassa. Deze kracht is gericht langs de lijn die beide punten verbindt en is evenredig met het product van de massa's en is omgekeerd evenredig met het kwadraat van de afstand tussen beide massa's.
Ismaël Bullialdus stelde als eerste een omgekeerde kwadratenwet voor de zwaartekracht voor.

## Formules

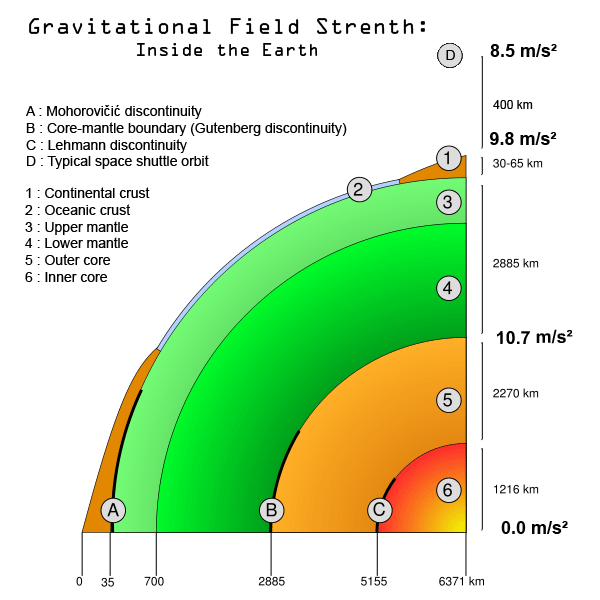
Sterkte van de zwaartekracht (valversnelling) binnen de aarde, die niet homogeen is.

De gravitatiewet luidt dat twee puntmassa's elkaar aantrekken met een kracht
{\displaystyle F=G\cdot {\frac {m_{1}\cdot m_{2}}{r^{2}}}}
met
- {\displaystyle F} de zwaartekracht tussen twee puntmassa's (in Newton)
- {\displaystyle m_{1}} de eerste puntmassa (in kg)
- {\displaystyle m_{2}} de tweede puntmassa (in kg)
- {\displaystyle r} de afstand tussen de puntmassa's (in m)
- {\displaystyle G} de gravitatieconstante = (6,67428 ± 0,00067) × 10−11 Nm2 kg−2.

Het zwaartekrachtsveld van een puntmassa m in positie {\displaystyle {\vec {r}}_{1}} is de zwaartekracht op een eenheidsmassa, dus
{\displaystyle {\vec {g}}({\vec {r}})=-Gm\,{{\frac {1}{|{\vec {r}}-{\vec {r}}_{1}|^{3}}}\,({\vec {r}}-{\vec {r}}_{1})}},
Het zwaartekrachtsveld van een massa die zich uitstrekt over een volume is daarmee:
{\displaystyle {\vec {g}}({\vec {r}})=-G\,\iiint {{\frac {1}{|{\vec {r}}-{\vec {r}}_{1}|^{3}}}\,({\vec {r}}-{\vec {r}}_{1})}dm},
waarbij {\displaystyle dm} de infinitesimale massa in {\displaystyle {\vec {r}}_{1}} is.
Als het geheel van de massa's bolsymmetrisch is, is het veld buiten de buitenste bolschil exact gelijk aan dat als de hele massa zich in het middelpunt bevindt.
De kleine waarde van de gravitatieconstante verklaart waarom er tussen voorwerpen in het dagelijks leven geen aantrekkingskracht wordt waargenomen. Twee massa's van 1 kg elk op een onderlinge afstand van 10 cm oefenen een onderlinge kracht uit die 1,5 × 109 maal kleiner is dan hun gewicht. Het zou na de formulering door Newton in 1687 nog 111 jaar duren voordat Henry Cavendish een betrouwbare meting onder aardse omstandigheden verrichtte.
De zwaartekracht {\displaystyle F} doet een voorwerp met massa {\displaystyle m} op de aarde vallen met een versnelling {\displaystyle g}, gegeven door de tweede wet van Newton voor een constante massa:
{\displaystyle F_{z}=mg}
(Voor de valversnelling van de zwaartekracht op aarde wordt het speciale symbool {\displaystyle g} gebruikt in plaats van de algemene aanduiding van een versnelling (acceleratie) {\displaystyle a}.)
Hieruit volgt voor de valversnelling {\displaystyle g} aan het oppervlak van de aarde:
{\displaystyle g=G\cdot {\frac {M_{\text{A}}}{r^{2}}}\approx 9{,}81\ \mathrm {m/s^{2}} } (in Nederland en België)
hierin is {\displaystyle M_{\text{A}}} de massa van de aarde (in kg) en {\displaystyle r} de aardstraal (in m).
Uit meting van {\displaystyle G,\,r} en {\displaystyle g} volgt dus de massa {\displaystyle M} van de aarde en zo ook de gemiddelde dichtheid ervan.
De formule in de bovenstaande gravitatiewet geldt als beide voorwerpen klein zijn ten opzichte van de afstand tussen de voorwerpen, of bolsymmetrisch, en dat het ene voorwerp niet binnen het andere ligt. Zie ook de bolschilstelling.

## Zwaartekrachtsveld
De gravitatiewet wordt beschreven met een zwaartekrachtsveld; in wiskundige zin is dit een vectorveld, waarin elk punt in de ruimte een vector is gedefinieerd dat de grootte en de richting aangeeft van de kracht op een puntmassa van 1 kg. Dit vectorveld kan worden weergegeven als de gradiënt van een potentiaalfunctie, de zwaartekrachtpotentiaal.

## Relatie tot relativiteitstheorie
Newtons wet werd opgevolgd door Einsteins algemene relativiteitstheorie, maar is nog steeds in gebruik als uitstekende benadering van het gedrag van zwaartekracht. Omdat de relativiteitstheorie moeilijker is om te begrijpen, wordt in veel gevallen gewoon een beroep op de gravitatiewet van Newton gedaan. Enkel berekeningen met een extreme precisie of aan enorme massa's (zoals positiebepalingen van satellieten voor gps, synchroniseren van atoomklokken, berekeningen aan zwarte gaten en voor de kosmologie in de theoretische fysica) maken gebruik van de relativiteitstheorie.